# Tischeria ekebladoides
Tischeria ekebladoides é uma espécie de insetos lepidópteros, mais especificamente de traças, pertencente à família Tischeriidae.
A autoridade científica da espécie é Puplesis & Diškus, tendo sido descrita no ano de 2003.
Trata-se de uma espécie presente no território português.